# Шпортько, Виктор Михайлович
Виктор Михайлович Шпортько (30 октября 1944, Днепропетровск — 29 января 2015, Киев) — советский и украинский певец (тенор), народный артист Украины (1994), лауреат и победитель международных конкурсов, профессор Киевского национального университета культуры и искусств, заведующий кафедрой эстрадного пения, кавалер орденов «За заслуги» второй и третьей степеней. Голосу исполнителя, имевшему диапазон 2,5 октавы, присущи глубокий лиризм, тембральная выразительность, техническое совершенство.

## Биография и творческий путь
Родился 30 октября 1944 года в Днепропетровске в семье учителей.
После окончания средней школы учился в областном педагогическом училище у заслуженного артиста Украины Петра Ивановича Кучмия. Тогда солист областной филармонии, Кучмий первым оценил вокальные данные одарённого исполнителя и помог развить его талант. Уже став народным артистом Украины, Шпортько окончил Киевский институт культуры, получив диплом режиссёра театрализованных праздников и зрелищ.
После окончания училища выступал в качестве солиста-вокалиста Днепропетровской, Волгоградской, Одесской, Северо-Осетинской филармоний. Затем — в составе вокально-инструментального ансамбля «Водограй» Днепропетровской филармонии. С этим эстрадным музыкальным коллективом Шпортько в конце 1960-х годов сделал свои первые записи на Украинском радио. Композиции в исполнении певца прозвучали в радио и телепередачах.
Следующий этап его творческой карьеры — Киевский государственный мюзик-холл. Вскоре певец начинает сольную концертную деятельность.
В составе труппы мюзик-холла Шпортько гастролировал по крупнейшим городам СССР. После выступления коллектива в Москве Виктор получил предложение от руководства Центрального телевидения принять участие в конкурсе «С песней по жизни». Успех на конкурсе с песней Юрия Саульского на стихи Роберта Рождественского «Зову Икара» принёс Виктору Шпортько всесоюзную популярность. Получив множество приглашений от концертных организаций, филармоний, продюсерских центров, Шпортько объездил с выступлениями многие города страны. На эстраде певец стал успешно сотрудничать с лучшими оркестрами СССР под руководством Ю. Силантьева, А. Михайлова, В. Старостина, А. Бадхена, Р. Бабича, А. Ануфриенко, В. Здоренко и др.

## Работа в кино и на телевидении
Озвучивал художественные фильмы:
- «Дудочники» — киностудия им. Довженко,
- «Кармелюк» — киностудия им. Довженко,
- «Цветы луговые» — Одесская киностудия.

Работал также над озвучкой американских мультфильмов на Библейскую тематику.
На украинском телевидении студия «Укртелефильм» в разные годы снимала музыкальные видеофильмы «Поёт Виктор Шпортько». Артист исполнил песни В. Быстрякова, А. Зуева, В. Ильина, И. Карабица и других композиторов. Эти киноматериалы хранятся в видеофондах украинского телевидения.

## Концертная деятельность
Виктор Шпортько с успехом гастролировал в США, Канаде, Бельгии, Польше, Болгарии, Франции, Латвии, Эстонии, Литве и многих других странах. Артист принимал участие в крупных музыкальных событиях в концертных залах Восточной Европы. Его друзьями и коллегами по сцене были М. Магомаев, И. Кобзон, Я. Табачник, Э. Пьеха, В.Толкунова, Л.Лещенко и другие известные исполнители. В репертуар Шпортько вошли эстрадные песни, которые для него написали А. Пахмутова, Ю. Саульский, Е. Мартынов, А. Мажуков, И. Поклад, И. Карабиц, А. Злотник, Э. Брылин, Г. Татарченко и др.
Артист активно концертировал как на Украине, так и за её пределами. Шпортько — постоянный член жюри украинских и международных конкурсов молодых исполнителей.
Скончался 29 января 2015 года в Киеве на 71-м году жизни. Похоронен в Киеве на Байковом кладбище (уч. 30).

## Педагогическая деятельность
Виктор Шпортько был известным на Украине музыкальным педагогом. Артист возглавлял кафедру эстрадного пения Киевского национального университета культуры и искусств. Большой исполнительский опыт и знания помогали ему совершенствовать вокальное мастерство и влиять на эстетические вкусы молодых украинских исполнителей. Некоторые из них уже сами добились успехов: Екатерина Бужинская, Наталья Валевская, Инеш Кадырова.
Перу профессора Шпортько принадлежат теоретические разработки: учебник, статьи, методические рекомендации по сольному пению и методике преподавания вокала. Эти труды используются в музыкальных образовательных заведениях Украины как учебные пособия.

## Звукозаписи и альбомы
Тенор записал несколько альбомов с песнями на украинском языке, два из них — в США. Самые известные из них: «Я Віктор», «Облітає півонія», «Ми Українці», «Стежка до Ісуса».
К некоторым песням из своего репертуара Шпортько сам написал музыку («А жити треба», «Цукерочка») и текст («Моя любов», «Моя дорога», «Повернення»).
С 2010 года певец записал 10 современных романсов украинских авторов (стихи А. Потапенко, музыка В. Тузика), уже получившие известность среди поклонников этого музыкального стиля. Романсы слушают как на Украине, так и в Белоруссии, России. Осенью 2011 года Шпортько записал четыре песни Олега Саливанова на стихи поэта-диссидента Ивана Коваленко, которые были представлены в альбоме памяти поэта «Я тим щасливий…» и исполнены на сцене Национальной филармонии Украины в рамках мемориального концерта.

## Семья
Жена Наталья, режиссёр концертных программ артиста. У супругов двое детей: дочь Елена и сын Алексей. Внуки — Даниил, Дмитрий, Полина, Ева и Виктор младший.
Сын Алексей тоже стал певцом, лауреат нескольких международных конкурсов. По оценке специалистов, обладает мощным, красивым и эмоционально выразительным голосом.

## Награды и признание
- Орден «За заслуги» ІІ степени (2009)[2]
- Орден «За заслуги» ІІІ степени (2006)[3]
- Народный артист Украины (1994)[1]